# Pałac biskupów unickich w Chełmie
Pałac biskupów unickich – budynek wzniesiony w latach 1711–1730, wchodzący w skład zespołu katedralnego na Górze Zamkowej w Chełmie. Znajduje się on po południowej stronie katedry. Fundatorem jego był bp Józef Lewicki. 
Jest to budynek jednopiętrowy pokryty czterospadowym dachem. Posiada on częściowo sklepione pomieszczenia parterowe. Kilkakrotnie go przebudowywano. W drugiej połowie XIX wieku dobudowano skrzydło wschodnie (dwukondygnacyjne z profilowanymi gzymsami, przeznaczone na pomieszczenia mieszkalne, na piętrze duża sala przykryta pozornym sklepieniem zwierciadlanym) i od zachodu przybudówkę. Budynek pozbawiono cech stylowych. Wewnątrz zachowały się fragmenty stolarki z XVIII wieku.
Usytuowany jest przy wysokiej skarpie. Od wschodniej strony przylegają do niego zabudowania gospodarcze z XVII-XVIII wieku (pobazyliański parterowy budynek, pokryty blaszanym dwuspadowym dachem, z krużgankami arkadowo-filarowymi - dawna wozownia, później dom katechetyczny).
Obecnie pałac biskupów unickich wykorzystywany jest jako kancelaria parafii Narodzenia Najświętszej Maryi Panny.